# Palermiti
Palermiti (Palarmìti in calabrese) è un comune italiano di 1 026 abitanti della provincia di Catanzaro in Calabria.

## Geografia fisica
Sorge a 496 metri di altitudine sulle pendici orientali delle Serre, a breve distanza dal Golfo di Squillace. Il territorio presenta un profilo altimetrico compreso tra 245 e 815 metri s.l.m.

## Origini del nome
Il nome è stato dato da profughi appartenenti a ricche famiglie di mercanti palermitani, arrivati su questo colle attorno al 1509, per sfuggire alle persecuzioni ed alle inquisizioni. iniziarono a costruire le loro abitazioni in muratura nella parte più alta del colle, decidendo poi di dare un nome a questo luogo ospitale, appunto “Palermiti” (in greco palermitani) come la loro città d’origine Palermo..

## Storia

### Simboli
Lo stemma del comune di Palermiti è stato adottato con delibera del consiglio comunale del 2 maggio 2000.
Il gonfalone è un drappo di azzurro.

## Società

### Evoluzione demografica
Abitanti censiti

### Tradizioni e folclore
Il paese conserva l'aspetto originario ed è legato alle antiche tradizioni. La città di Palermiti è legata ad una leggenda che narra del miracolo di "Murorotto": secondo la leggenda, nel 1720 due contadini, videro una luce misteriosa provenire da un quadro, posto su un muro, raffigurante la Madonna vestita di rosso. Successivamente i fedeli che giungevano sul luogo raccontavano di miracoli avvenuti in quella zona. La patrona del paese è la Madonna della Luce e si festeggia il 2 luglio con la festa piccola ( 'a hesta picciula) e
l'ultima domenica di agosto si celebra la festa grande ( 'a hesta randa).

#### Leggenda di Murorotto
Nel XVIII secolo, in località Murorotto, un gruppo di contadini originari di San Vito sullo Ionio stava tornando dalle campagne, quando notò una strana luce tra i cespugli che ricoprivano i ruderi di una vecchia diga indicati con il nome di "murorotto". Interpretando l'accaduto come un segno divino, i contadini raggiunsero immediatamente quel punto e, rimosse le erbacce e i rovi che ricoprivano il muro, trovarono un vetusto dipinto di una Madonna con vesti azzurre e rosse, con Gesù Bambino e una fiaccola accesa nella mano destra. Nel tripudio dei presenti, la Madonna fu salutata come Vergine SS. della Luce e da quel giorno iniziò un via vai di gente proveniente da tutto il circondario perché si era sparsa la voce che l'immagine fosse miracolosa.
Presto i fedeli si preoccuparono di dare al quadro una sistemazione migliore. Toglierlo, però, dal muro fu tutt'altro che facile. Nessuno riusciva a staccarlo. Dopo innumerevoli tentativi, in attesa di un nuovo segno divino, un muratore di Palermiti, tra lo stupore generale, riuscì nell'impresa.
Si accese subito una discussione su dove portare l'affresco, conteso da tutti i paesi del circondario.
Alla fine fu accolta una salomonica proposta: il dipinto, collocato su un carro trainato da buoi, avrebbe scelto da solo la sua destinazione. Dopo aver giro per i centri del circondario, il carro si fermò a Palermiti. Qui i buoi si inginocchiarono e l'affresco venne sistemato nella chiesa di San Giusto, poi distrutta dal terremoto del 1783.
Oggi l'affresco è conservato nella chiesa matrice che, si tramanda, sia stata costruita nel punto esatto in cui una donna vide la Madonna della Luce trasportare sulla testa delle pietre, quasi una scelta divina del posto in cui edificare la struttura sacra.

#### Leggenda della Chioccia dai pulcini d'oro
È una leggenda che risale alla fine del XVI secolo, epoca in cui le terre erano prese di mira dalle bande di briganti. Si narra che in una località sulle montagne intorno a Palermiti, ancora oggi conosciuta come "Pietra Mureddha", i briganti avessero sepolto sotto un macigno un prezioso bottino (trasformato dall'immaginario popolare in una chioccia dai pulcini d'oro). Furono molti i contadini che tentarono di scovare il tesoro, ma non ci riuscirono perché il posto era sorvegliato dai diavoli che trascinavano all'inferno chiunque avesse osato profanare il nascondiglio.

## Amministrazione
| Periodo           | Periodo           | Primo cittadino   | Partito                            | Carica                    | Note |
| ----------------- | ----------------- | ----------------- | ---------------------------------- | ------------------------- | ---- |
| 23 aprile 1995    | 13 giugno 1999    | Francesco Aloisi  | Partito Popolare Italiano          | sindaco                   |      |
| 13 giugno 1999    | 16 aprile 2000    |                   |                                    | commissario straordinario |      |
| 16 aprile 2000    | 4 aprile 2005     | Domenico Notaro   | lista civica di centro-sinistra    | sindaco                   |      |
| 4 aprile 2005     | 29 marzo 2010     | Domenico Notaro   | lista civica di centro-sinistra    | sindaco                   |      |
| 29 marzo 2010     | 23 gennaio 2012   | Enrico Comi       | lista civica                       | sindaco                   |      |
| 23 gennaio 2012   | 31 maggio 2015    | Francesco Aloisi  | lista civica "Leali per Palermiti" | sindaco                   |      |
| 31 maggio 2015    | 21 settembre 2020 | Roberto Giorla    | lista civica "Siamo Palermiti"     | sindaco                   |      |
| 21 settembre 2020 | in carica         | Domenico Emanuele | lista civica "Bene Comune"         | sindaco                   |      |